# Cole's Hill
Cole's Hill é um Marco Histórico Nacional dos Estados Unidos. É localizado no lugar onde foi construído o primeiro cemitério dos Estados Unidos, em 1620.
Em 15 de outubro de 1966 foi designado como um local do Registro Nacional de Lugares Históricos, e em 9 de outubro de 1960, um Marco Histórico Nacional.